# Afroamericano
Afroamericano es el término que denomina a las personas nacidas en América en general, que tienen antepasados subsaharianos o del África negra. También suele emplearse el término de afrodescendientes, para evitar la confusión con la expresión en inglés Afroamerican, utilizada para referirse a la población del grupo residente en Estados Unidos, que es la traducción literal del término inglés African American (en inglés suelen utilizarse las palabras America y American, como sinónimo de Estados Unidos y estadounidense, respectivamente). En español se utiliza este último significado para la expresión «población afroestadounidense».
La mayoría de la población afroamericana es descendiente de personas capturadas, esclavizadas y trasladadas del África subsahariana (la inmensa mayoría del golfo de Guinea) a América para trabajar fundamentalmente en las minas y plantaciones como esclavos, entre los siglos XVI y XIX (véase Comercio atlántico de esclavos). El inglés posee el sinónimo Black American (español: estadounidense negro).
En la actualidad, constituyen alrededor del 7 % de la población del continente, con los porcentajes de mayor a menor en Haití (95 %), San Cristóbal y Nieves (92,5 %), Barbados (92,4 %), Jamaica (92,1 %), Bahamas (90,6 %),
República Dominicana (90.2 %, incluyendo mulatos),
Granada (89,4 %), Antigua y Barbuda (87,3 %), Dominica (86,6 %), Santa Lucía (85,3 %), San Vicente y las Granadinas (66 %), Cuba (62 %, incluyendo mulatos), Trinidad y Tobago (57,2 %, incluyendo mestizos), Bermudas (53,8 %), Panamá (35 %, incluyendo mulatos y zambos), Brasil (45,3 %, incluyendo mulatos y pardos), Puerto Rico (41 % incluyendo mulatos), Colombia (24 %, incluyendo mulatos), Estados Unidos (13,6 %, incluyendo mulatos), Perú (9.7 %, incluyendo mulatos y zambos), Nicaragua (9 %), Uruguay (8.1 %), Costa Rica (7.8 %, incluyendo mulatos), Honduras (5 %), Ecuador (4.8 %), Canadá (3.2 %), Venezuela (3,5 %), México (2,5 %, incluyendo zambos), Bolivia (1 %), y Guatemala (0,5 %, incluyendo garífunas).
Por su parte en los países de  Argentina, Chile, Paraguay, y El Salvador las poblaciones afrodescendientes o afromestizas son sumamente escasas y se calcula que representan menos del 1 % del total de sus respectivas poblaciones.

## Uso del término

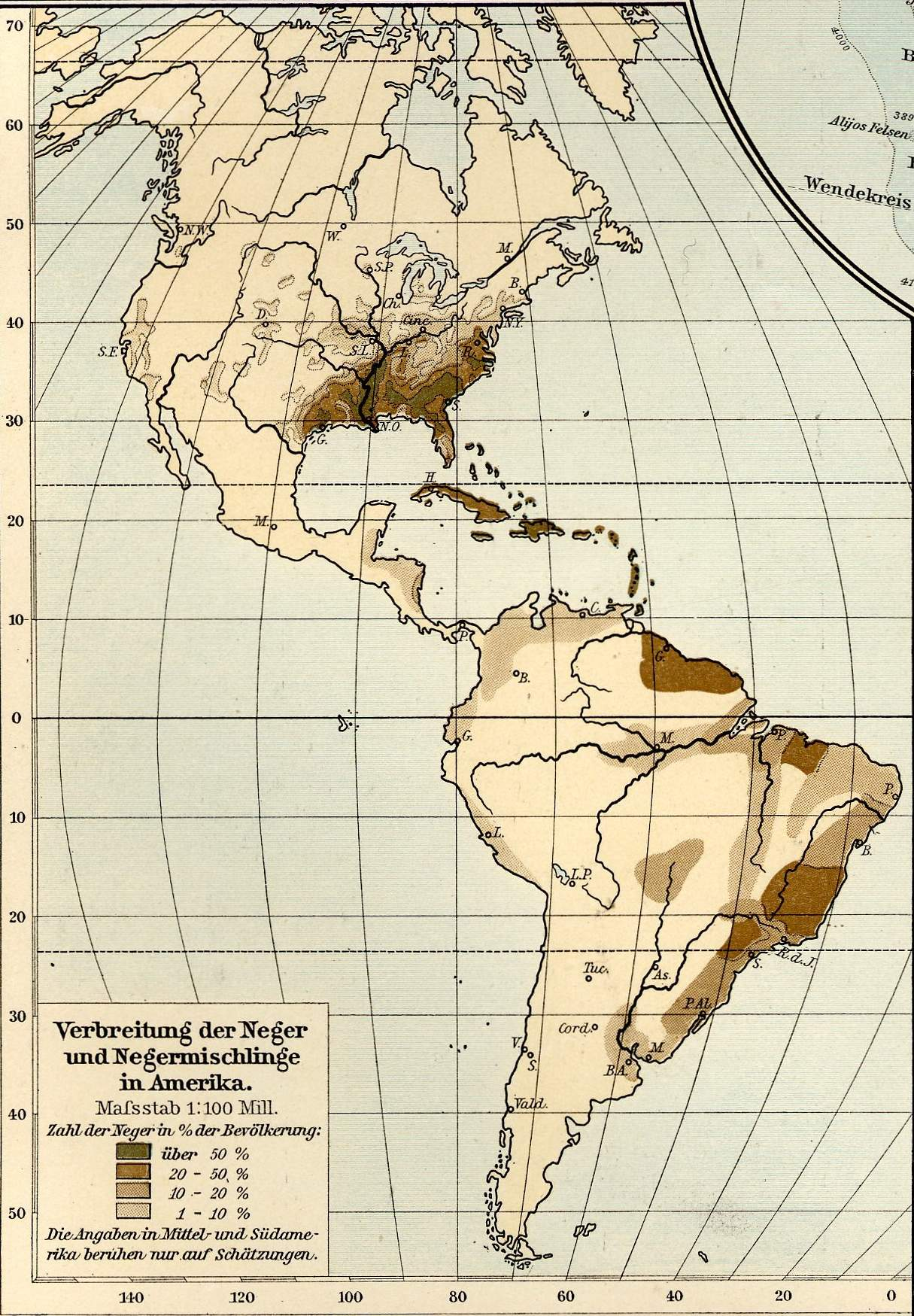
Mapa de la población africana en América en 1901

Los afroamericanos son los ciudadanos americanos descendientes de africanos; esto es, los ciudadanos de la Argentina al Canadá, todos los cuales son americanos, y que al mismo tiempo tienen origen africano. El término se originó por los propios afrodescendientes en los Estados Unidos y poco a poco se fue extendiendo por otros territorios de todo el continente americano.
Los hispanohablantes en Estados Unidos y otros países de habla inglesa aplican el término afrodescendiente exclusivamente a ciudadanos estadounidenses con ancestros africanos.[cita requerida]

## Historia de los afroamericanos
Millones de africanos fueron esclavizados y llevados a trabajar en las minas y plantaciones de América entre los siglos XVI y XIX. La razón de que fuesen africanos era que, aparte de que es un continente relativamente cercano (comparado con Asia, por ejemplo), en África ya existía un comercio de esclavos desarrollado por los árabes. Obviamente, era más fácil comprar esclavos en un mercado ya existente que crear uno nuevo.
Otra motivación importante fue la adaptación del hombre negro al clima tropical, y en particular a las enfermedades tropicales. Lugares como Virginia, Haití o Brasil estaban plagados de malaria y fiebre amarilla traídas desde el África tropical. Generación tras generación, los africanos habían desarrollado cierta inmunidad, mientras que los blancos europeos morían en gran número.
Después de Estados Unidos, fue Haití, país de población casi por completo afrodescendiente, la segunda colonia americana en lograr su independencia.
Incluso mucho tiempo después de abolirse la esclavitud, los prejuicios contra los negros no solo no cesaron sino que la discriminación racial se vio reforzada. Se popularizaron argumentos religiosos (como que los negros descendían de Cam, hijo de Noé, maldecido con la esclavitud) y biológicos (que la raza negra era menos inteligente y su sentido moral estaba menos desarrollado). Éstos y otros mitos racistas agravaron el estigma negro: que eran más violentos, perezosos, sucios, propagadores de enfermedades, etc. Se convirtió, a pesar del fin del esclavismo, en un círculo vicioso que, en opinión de Yuval Noah Harari resultó en un apartheid en todos los aspectos de la vida.
En las colonias anglosajonas, estos términos no existen dando por definición al término exclusivo de negro o afrodescendiente, a todas aquellas personas con raíces africanas sin importar su mestizaje ni el color de su piel.

## La población afroamericana de hoy

Distribución de los afroamericanos en Estados Unidos en 2010

Del 21 al 25 de noviembre de 1995 se celebró el Congreso Continental de los Pueblos Negros de las Américas.
Los afroamericanos aún son objeto de discriminación en la mayor parte del continente. Según David de Ferranti, vicepresidente del Banco Mundial para la región de América Latina y el Caribe, los afroamericanos tienen una menor expectativa de vida, mayor mortalidad infantil, mayor frecuencia de enfermedades y más generalizadas, mayores tasas de analfabetismo y menores ingresos que sus conciudadanos. Así, en Estados Unidos, constituyen más del 40 % de los prisioneros en el corredor de la muerte. Las mujeres, que también son objeto de discriminación de género, sufren peores condiciones de vida.
Con respecto a las enfermedades, los afroamericanos sufren con más incidencia patologías propias del mundo occidental como son la cardiopatía isquémica o el cáncer, sobre todo el cáncer de próstata, que la población residente en África y que incluso los blancos americanos.
Incluso en países como Brasil, con el 6,9 % de la población fenotípicamente "negro" y el 23,8 % de los fenotípicamente "mulato", tienden a la pobreza. Sin embargo, es importante señalar que en Brasil la categoría "pardo" se emplea para una persona "multirracial" o "mestiza", e incluye todos los mulatos, zambos y el resultado de su mestizaje con otros grupos (que no parezcan lo suficientemente subsaharianos o negros y no tengan suficiente apariencia de blanco), pero es independiente de la ascendencia africana, ya que parte de los brasileños blancos tienen al menos un antepasado africano reciente y/o un ancestro nativo americano, y entre los "pardos" también se incluye a los caboclos (descendientes de blancos y amerindios o mestizos).
Según diversos estudios, la principal contribución genética de los brasileños es europea (siempre por encima del 45 %, y para otros americanos llega a ser del 57 %) y los "pardos" poseen un grado intermedio de ascendencia africana en comparación con la media de los brasileños blancos y los afrobrasileños (los primeros en su mayoría con varios rasgos detectables de color debido a sus antepasados y los segundos con rasgos muy mezclados) y presentan una mayor contribución amerindia en zonas como la cuenca del Amazonas y una mayor contribución africana en las zonas de esclavitud histórica, como el sudeste de Brasil y las ciudades costeras del noreste, aunque ambas están presentes en todas las regiones, y que los rasgos físicos en muchos casos no se correlacionan con la ascendencia detectable.
El 4 de noviembre de 2008 el primer presidente estadounidense afrodescendiente, Barack Obama, ganó las elecciones presidenciales. Obama cumple con la definición de "derivado de la esclavitud" expuesta arriba no por su padre negro africano cuyos antecesores nunca fueron esclavos fuera de África, sino por la familia esclavista de su madre blanca estadounidense, cuyo antecesor en 1647 fue condenado a esclavitud de por vida.

## Por país
Por región:
- Afrocaribeños
- Afrocentroamericano
- Afrolatinoamericano

Por país:
- Afroargentino
- Afroboliviano
- Afrobrasileño
- Afrocanadiense
- Afrochileno
- Afrocolombiano
- Afrocostarricense
- Afrocubano
- Afroecuatoriano
- Afroestadounidense
- Afrohaitianos
- Afromexicano
- Afropanameño
- Afroparaguayo
- Afroperuano
- Afrouruguayo
- Afrovenezolano